# Пененжниця
Пененжниця (пол. Pieniężnica, нім. Penkuhl) — село в Польщі, у гміні Жечениця Члуховського повіту Поморського воєводства.
Населення — 340 осіб (2011).
У 1975-1998 роках село належало до Слупського воєводства.

## Демографія
Демографічна структура станом на 31 березня 2011 року:
|          | Загалом | Допрацездатний вік | Працездатний вік | Постпрацездатний вік |
| -------- | ------- | ------------------ | ---------------- | -------------------- |
| Чоловіки | 173     | 35                 | 128              | 10                   |
| Жінки    | 167     | 30                 | 97               | 40                   |
| Разом    | 340     | 65                 | 225              | 50                   |